# 반데르데켄시파카
반데르데켄시파카(Propithecus deckenii)는 마다가스카르에 사는 시파카의 일종이다. 몸 길이는 꼬리 길이 42~48cm를 포함하여, 92~107cm정도이다. 반데르데켄시파카는 마다가스카르의 서부에 산다. 건조한 낙엽성의 숲에서 생활한다.
몸의 털은 보통 크림색의 흰색이고, 노란 황금색의 색조를 띠며, 목과 어깨, 등과 팔다리는 은백색 또는 연한 갈색을 띤다. 얼굴은 전적으로 검다. 군집은 2마리에서 10마리 사리로 구성되며, 통상 3마리에서 6마리이다.